# Еремино (Бабушкинский район)
Еремино — деревня в Бабушкинском районе Вологодской области.
Входит в состав сельского поселения Подболотное (до 2015 года входила в Логдузское сельское поселение), с точки зрения административно-территориального деления — в Логдузский сельсовет.
Расстояние по автодороге до районного центра села имени Бабушкина составляет 112 км, до деревни Логдуз — 17,5 км. Ближайшие населённые пункты — Николаево, Белогорье, Козлец.
Население по данным переписи 2002 года — 87 человек (48 мужчин, 39 женщин). Всё население — русские.